# B.I.G (группа)
B.I.G (кор. 비아이지, также известны как Boys In Groove) — южнокорейская мужская группа из шести человек, созданная под руководством GH Entertainment и дебютировавшая 9 июля 2014 года со своим первым цифровым синглом «Hello».

## История

### Предебют
Все пять членов B.I.G были стажерами, прежде чем стать членами группы, и в среднем прошли три года обучения. Перед дебютом, парни практиковались вместе как группа в течение полутора лет. Представитель агентства заявил, что B.I.G способны выступать на английском, японском и китайском языках, что может помочь им создать глобальный фан-клуб.
25 июня 2014 года на официальном канале YouTube, GH Entertainment загрузило короткое вступительное видео с участием мальчиков, где они демонстрируют свои танцевальные навыки. Это видео сопровождалось игрой двух исполнителей на скрипки. Отдельные фото-тизеры участников были выпускались для публики с 30 июня по 1 июля вместе с официальным групповым тизерным изображением, которое вышло 3 июля.

### 2014: Дебют с «Hello» и «Are You Ready?»
4 июля был выпущен музыкальный тизер для дебютного сингла «Hello». Официальное музыкальное видео дебютного сингла «Hello» было выпущено 9 июля с дистрибутивом от 1theK Loen. Песня была написана, составлена и организована Шим Ман Джу, D’zell, а именно Play Kid, который работал с такими музыкантами, как Kara, Apink, Day Girl и U-Kiss. Песня сразу завоевала популярность из-за её высоко восхваляющей лирики в отношении Южной Кореи, которая выделяет культуру и продвигает страну. Группа выступила на дебютном этапе SBS MTV The Show в день своего дебюта. В представлении они продемонстрировали хореографию для своего инструментального вступления и закончили все своим первым выпущенным синглом.
16 октября B.I.G подтвердил готовность к выпуску второго сингла «Are You Ready?». В тот же день были выпущены видео-тизеры. 21 октября было выпущено официальное музыкальное видео, с сопровождением его единственный альбом. Этот сингл был спродюсирован Синтто, PETERPAN, Krazy Sound и Park Hyun Joong из Brave Sound, который известен созданием хитовой песни Sistar «Alone». Первое выступление состоялось на шоу Show MBC Music. Как и во время дебютного продвижения, 31 октября группа провела уникальные промоушен выступления в Мёндоне, Хонгдае и Идае, чтобы исполнить свой новый сингл вместе со своим дебютным треком и кавер-версиями таких знаменитых кумиров, как Тэян и G-Dragon.

### 2015: «Between Night n Music» и «Taola»
12 декабря B.I.G выпустили «Last Christmas» Wham!, чтобы поблагодарить своих поклонников и отпраздновать свое первое Рождество в составе группы.
Чтобы отпраздновать 200 дней BIG с момента дебюта, группа объявила официальное название фан-клуба «Biginning» (кор.: 비기닝), которое было выбрано как комбинация названия группы и игры со словом «начало».
B.I.G объявили о своем третьем сингле «Between Night n Music» через Twitter 3 марта в сопровождении подборки индивидуальных и групповых тизерных изображений. Видео-тизер также было загружено GH Entertainment на канале Youtube 1theK через день. Новый сингл и сопровождающее музыкальное видео были выпущены 6 марта, а рекламные акции начались через неделю на Simply K-Pop от Arirang TV.
31 июля в Сеуле состоялась первая встреча болельщиков «Hello Biginning».
4 ноября на официальном канале B.I.G был опубликован звуковой тизер для предстоящего мини-альбома. Они выпустили видео-тизер для своего четвёртого сингла «Taola» 15 ноября, представив новый образ и объявив, что «это новая глава». Музыкальный видеоролик для «Taola» был выпущен 17 ноября. Музыкальное видео было организовано Сон Вон Могом Дигпеди и Пак Сан У, которые также работали с крупными артистами, в том числе: Shinee, Big Bang и Infinite. В тот же день группа начала рекламные акции на шоу SBS MTV. Альбом, включающий как заглавный трек, так и новую песню «Big Transformer», был официально выпущен двумя днями позже, обе песни были спродюсированы Марко.

### 2016: Японский дебют и «Aphrodite»
В конце января GH Entertainment подтвердило что B.I.G готовятся к их предстоящему дебюту в Японии под руководством HY Entertainment и дистрибуцией Universal Music Japan. Группа начала продвижение в Японии путём проведения шоукейсов в Токио до и после их дебюта, чтобы помочь им стать более известными. Они официально дебютировали 23 марта с японской версией «Taola», которая достигла 15-го места чарта Oricon.
10 мая группа объявила, что их первый мини-альбом «Aphrodite» будет выпущен в этом месяце. 17 мая были выпущены мини-альбом и видеоклип на заглавную песню с таким же названием. Музыкальное видео было организовано Ли Чжун Воном, который также работал с такими артистами как K.Will, Хэлин из Sistar, Ю Сын У и San E. Все треки в альбоме были написаны, сочинены и организованы Марко с дополнительной лирикой от Куана из Can You Hear Me? и J’Kyun из Lucky J, который написал текст для заглавного трека.
B.I.G провели свои первые японские концерты 17 и 18 июня в Astro Hall в Харадзюку в Токио. До дебюта, BIG в Японии один из сотрудников GH Entertainment сообщил, что «Новости дебюта и живых выступлений BIG в Японии распространяются по всему миру, поэтому агентство переполнено разными предложениями на сотрудничество». В ответ на это B.I.G провел свой первый шоукейс в Малайзии с 23 по 24 июля на саммите Subang USJ и Berjaya Times Square.

### 2017: «1.2.3»
3 февраля 2017 года B.I.G объявили о своем возвращении с пятым синглом «1.2.3». Группа будет продвигать сингл без рэпера Минпё, который решил взять перерыв из-за проблем со здоровьем. Диск с музыкальным видео был выпущен на следующий день, демонстрируя более ретро-стиль, описанный как «возрождение» группы. 7 февраля бой-бэнд начал продвигать новый сингл на музыкальных шоу, включая SBS MTV The Show. 13 февраля было выпущено музыкальное видео заглавного трека.

## Участники
- J-Hoon (кор.: 제이훈), настоящее имя: Ли Чон Хун (кор.: 임정훈) родился 15 июля 1990 г. (29 лет) в Сеуле, Южная Корея. Он специализировался на уличных танцах и был ранее частью команды по этой сфере. Он является старшим в группе, а также лидером, вокалистом и танцором.
- Бёнджи (кор.: 벤지), настоящее имя: Бэ Чжэ Ук (кор.: 배제욱) родился 3 мая 1992 г. (27 лет) в Индианаполисе, штат Индиана, США. Юридически его американское имя — Бенджамин Бэ. Он корейско-американского происхождения и вырос в Ботелл, Сиэтл, Вашингтон, где он поступил в среднюю школу Ботелл. В прошлом он был студентом в Кливлендском музыкальном и Международном музыкальном институте Хейфеца, но позже переехал в Нью-Йорк, где учился в Джульярдской школе, а затем покинул её, чтобы продолжить свою музыкальную карьеру в Южной Корее. Он играл на скрипке с четырёх лет и был членом Сиэтлской молодёжной симфонии. Специализируется на письме и сочинении музыки, а также может создавать битбокс и рэп, как он показал на различных музыкальных и эстрадных шоу. Свободно владеет английским и корейским языками, а также знает основы испанского языка. Он является главным вокалистом и визуальным участником группы.
- Гонмин (кор.: 건민), настоящее имя: Ли Гон Мин (кор.: 이건민) родился 3 октября 1994 г. (25 лет) в Канвоне, Южная Корея. Он вырос в Кванджу и специализируется на танцах, учился в известной академии Plug In Music. Он является главным танцором группы, а также вокалистом.
- Минпё (кор.: 민표), настоящее имя; Гук Мин Пё (кор.: 국민표) родился 15 ноября 1994 г. (25 лет) в Кванджу, Южная Корея. Специализируется на рисовании и обучается в Академии Plug In Music. Является бывшим стажером Stardom Entertainment и участником Underdogg (подразделение Topp Dogg), а также главный рэпер группы.
- Хидо (кор.: 희도), настоящее имя: Ю-Хви-до (кор.:유희도) родился 22 апреля 1996 г. (23 года) в Сеуле, Южная Корея. Он племянник известного актёра и певца Пак Гван Хёна. В детстве он посещал среднюю школу Индонга, а затем отправился в академию Plug In Music. Он свободно говорит на китайском языке после учёбы в Ланьчжоу, Китай, в течение года. Является рэпером в группе.
- Jinseok (кор.: 진석), настоящее имя: Пак Джин Сок (кор.: 박진석) родился 9 февраля 1998 г. (22 года). Присоединился к составу группы в феврале 2019 г. Является вокалистом и макнэ в группе.

## Дискография

### Мини-альбомы
| Название  | Детали альбома                                                                             | Позиции в чартах | Продажи     |
| Название  | Детали альбома                                                                             | KOR              | Продажи     |
| --------- | ------------------------------------------------------------------------------------------ | ---------------- | ----------- |
| Aphrodite | - Выпущен: 17 мая 2016 г. - Лейбл: GH Entertainment, CJ E&M - Формат: CD, digital download | 29               | - KOR: 795+ |

### Синглы
| Название                                 | Год  | Позиции в чатах | Позиции в чатах | Альбом            |
| Название                                 | Год  | KOR             | JPN             | Альбом            |
| ---------------------------------------- | ---- | --------------- | --------------- | ----------------- |
| «Hello» (안녕하세요)                     | 2014 | —               | —               | Сингл без альбома |
| «Are You Ready?» (준비됐나요)            | 2014 | —               | —               | Сингл без альбома |
| «Last Christmas» (지난 크리스마스)       | 2014 | —               | —               | Сингл без альбома |
| «Between Night n Music» (밤과 음악 사이) | 2015 | —               | —               | Сингл без альбома |
| «Taola» (타올라)                         | 2015 | —               | 15              | Aphrodite         |
| «Aphrodite» (아프로디테)                 | 2016 | —               | —               | Aphrodite         |
| «1.2.3» (원투쓰리)                       | 2017 | —               | —               | Non-album single  |

### Сотрудничество
| Год  | Название      | Артист        |
| ---- | ------------- | ------------- |
| 2016 | «Duet» (듀엣) | Бёнджи и Хени |

### Саундтреки
| Год  | Название            | Дорама                      | Участник      |
| ---- | ------------------- | --------------------------- | ------------- |
| 2015 | «Just You & Me Now» | Idol, Protect The World OST | J-Hoon и Хидо |
| 2016 | «Hey Girl»          | Moorim School OST           | Все           |

## Фильмография

### Телевидение

#### Дорамы
| Год     | Канал     | Название                | Участник      | Роль        | Заметки          |
| ------- | --------- | ----------------------- | ------------- | ----------- | ---------------- |
| 2014-15 | KBS2      | Sweet Secret            | Хидо          | У Сон Джу   | Supporting role. |
| 2015    | Web Drama | Idol, Protect The World | J-Hoon и Хидо | Соса и Бион | 3 эпизод         |

#### Реалити-шоу
| Год          | Канал     | Название      | Заметки    |
| ------------ | --------- | ------------- | ---------- |
| 2015-Present | N/A       | B.I.G Tele V  | 24 эпизода |
| 2017         | MBC Music | B.I.G Project | 4 эпизода  |

#### Развлекательные шоу
| Год        | Канал                                      | Название                                                    | Участник                      | Заметки                                       |
| ---------- | ------------------------------------------ | ----------------------------------------------------------- | ----------------------------- | --------------------------------------------- |
| 2014       | MBC                                        | Idol School                                                 | Все                           | Участник, эпизод № 7, 8, 9                    |
| 2014       | Arirang TV                                 | After School Club                                           | Все                           | Гость, эпизод № 115 с BESTie                  |
| 2014       | Arirang TV                                 | After School Club                                           | Бёнджи                        | Гость, эпизод № 131 (конец года, спец-выпуск) |
| 2014       | tvN                                        | Always Cantare                                              | Бёнджи                        | Часть проектного оркестра                     |
| 2015       | tvN                                        | Always Cantare                                              | Бёнджи                        | Часть проектного оркестра                     |
| Arirang TV | After School Club                          | Гость, эпизоды № 136, 138 Гость MC, эпизоды № 137, 147, 148 | Бёнджи                        |                                               |
| Arirang TV | K-Populous                                 | Все                                                         | Гость, эпизод № 27            |                                               |
| MBC        | Idol Star Athletics Championships          | Все                                                         | Участник                      |                                               |
| KBS1       | Let's Go! Dream Team Season 2              | Все                                                         | Участник (2 эпизода)          |                                               |
| KBS1       | Yoon Gun’s The Concert                     | Все                                                         | Играет на скрипке (34 эпизод) |                                               |
| KBS1       | White Day Concerto                         | Бёнджи                                                      | Играет на скрипке (3 эпизода) |                                               |
| KBS2       | Entertainment Weekly                       | Бёнджи                                                      | Гость (2 эпизода)             |                                               |
| KBS2       | Immortal Songs 2                           | Бёнджи                                                      | Скрипач со Стэфани            |                                               |
| KBS2       | Crisis Escape No. 1                        | Хидо                                                        | Участник                      |                                               |
| SBS        | Model House Room Of Ten                    | Бёнджи и Гунмин                                             | Гость (3 эпизода)             |                                               |
| Channel A  | Good Life                                  | Бёнджи                                                      | Гость (42 эпизода)            |                                               |
| Arirang TV | Tour VS Tour                               | Бёнджи                                                      | Участники (22 эпизода)        |                                               |
| Arirang TV | Tour VS Tour                               | Бёнджи                                                      | 2016                          | Участники (6 эпизодов)                        |
| Arirang TV | After School Club                          | Бёнджи                                                      | 2016                          | Гость MC, эпизод № 217                        |
| Arirang TV | K Culture Elite                            | Бёнджи                                                      | 2016                          | MC (15 эпизодов)                              |
| KBS2       | Entertainment Weekly                       | Бёнджи                                                      | 2016                          | Гость                                         |
| SBS        | Gayo Daejeon                               | Бёнджи                                                      | 2016                          | Гость                                         |
| Channel A  | Good Life                                  | Бёнджи                                                      | 2016                          | Гость (2 эпизод)                              |
| KCON TV    | The Steamiest Scenes of Oh Hae-young Again | Бёнджи                                                      | 2016                          | MC (с Дани из Produce 101)                    |
| KCON TV    | Ranting Monkey                             | Бёнджи                                                      | 2016                          | Гость, эпизод № 10                            |
| Heyo TV    | Live Idol TV                               | Все                                                         | 2016                          | Гость                                         |
| Abema TV   | Kpop Starz by AWA                          | Все                                                         | 2016                          | Гость                                         |
| GTV        | Hello Korea 2                              | Все                                                         | 2016                          | Гость, эпизод № 2,3                           |
| Spotv Star | Star Interview                             | Все                                                         | 2016                          | Гость                                         |
| Afreeca TV | Lee Jin-ho’s Sing Car                      | Все                                                         | 2016                          | Гость                                         |
| 2017       | V Live                                     | Все                                                         | Idol x Idol                   | Гость                                         |
| 2017       | MBC Every 1                                | Video Star                                                  | Бёнджи и Гунмин               | Гость                                         |
| 2017       | GTV                                        | Hello Korea 2                                               | Все                           | Гость, эпизод № 27,28                         |
| 2017       | KBS                                        | Hello Counselor                                             | Бёнджи                        | Гость                                         |
| 2017       | OnStyle                                    | Hyoyeon’s Ten Million Likes                                 | Гунмин                        | Гость                                         |
| 2017       | Tooniverse                                 | Stress Free Zone                                            | Бёнджи и Гунмин               | Гость                                         |
| 2017       | KCON TV                                    | The Immigration                                             | Все                           | Гость                                         |
| 2017       | All The Kpop                               | Show Champion’s Curtain Talk                                | Бёнджи                        | MC (7 эпизодов)                               |

### Радио

#### Радио шоу
| Год  | Станция       | Шоу                                     | Участник | Заметки                                                 |
| ---- | ------------- | --------------------------------------- | -------- | ------------------------------------------------------- |
| 2014 | Arirang Radio | Sound K                                 | Benji    | Co-DJ (15 эпизодов)                                     |
| 2014 | Arirang Radio | Sound K                                 | Benji    | Гость в рубрике Sweet Sweet Music Box                   |
| 2014 | Arirang Radio | Sound K                                 | Benji    | Постоянный гость в «От сердца к сердцу» с Jessi Lucky J |
| 2014 | Arirang Radio | K-Poppin                                | Benji    | Гость с Tina Park в рубрике Kpop Showdown               |
| 2014 | Arirang Radio | Music Access                            | Benji    | Официальный DJ (3 эпизода)                              |
| 2014 | Arirang Radio | K-Pop Concert                           | Все      | Представители                                           |
| 2014 | MBC FM        | Jung Joon-young's Break                 | Все      | Гости                                                   |
| 2015 | MBC FM        | Super Junior's Kiss The Radio           | Все      | Гости                                                   |
| 2015 | TBS           | K-Popular                               | Все      | Гость с As One                                          |
| 2015 | Arirang Radio | Music Access                            | Benji    | ОФициальный DJ (266 эпизодов)                           |
| 2015 | Arirang Radio | Super K-Pop                             | Все      | Гости                                                   |
| 2015 | Arirang Radio | Sound K                                 | Benji    | Co-DJ (17 эпизодов)                                     |
| 2016 | Arirang Radio | Music Access                            | Benji    | Официальный DJ (45 эпизодов)                            |
| 2016 | Arirang Radio | Super K-Pop                             | Все      | Гость                                                   |
| 2016 | Arirang Radio | Sound K                                 | Все      | Гость                                                   |
| 2016 | Arirang Radio | K-Poppin                                | Все      | Гость (2 эпизода)                                       |
| 2016 | Arirang Radio | Sound K                                 | Benji    | Гость в сегменте Song Express                           |
| 2016 | MBC FM        | Moonlight Paradise                      | Benji    | Гость                                                   |
| 2016 | WBS FM        | Music Cafe                              | J-Hoon   | Гость DJ                                                |
| 2016 | WBS FM        | Happy Festival of the City Kids Special | Все      | Гость                                                   |
| 2016 | JTV FM        | Soonchang Souvenir Festival Special     | Все      | Гость                                                   |
| 2017 | WBS FM        |                                         | J-Hoon   | Гость DJ                                                |
| 2017 | Arirang Radio | K-Poppin                                | Все      | Гость                                                   |
| 2017 | SBS Power FM  | Youngstreet                             | Все      | Гость                                                   |

### Другие шоу

#### Музыкальное представление
| Год  | Название                        | Участник | Заметки |
| ---- | ------------------------------- | -------- | ------- |
| 2015 | Violin Orchestra Time           | Бёнджи   | Скрипач |
| 2016 | Special Performance on Inkigayo | Бёнджи   | Скрипач |
| 2017 | Yoshimata Ryo’s Solo Concert    | Бёнджи   | Скрипач |

#### Мюзиклы
| Год  | Название    | Участник | Заметки          |
| ---- | ----------- | -------- | ---------------- |
| 2017 | Nun Sense 2 | Хидо     | 10 представлений |

## Видеография

### Музыкальные видеоклипы
| Год  | Название                | Руководитель   |
| ---- | ----------------------- | -------------- |
| 2014 | «Hello»                 |                |
| 2014 | «Are You Ready?»        |                |
| 2015 | «Between Night n Music» |                |
| 2015 | «Taola»                 | Digipedi       |
| 2016 | «Aphrodite»             | Vikings League |
| 2017 | «1.2.3»                 | Vikings League |
| 2017 | «Hello Hello»           |                |
| 2019 | «Illusion»              |                |

## Концерты и туры

### Концерты
| Дата               | Город            | Страна | Место провождения        | Концерт                             |
| ------------------ | ---------------- | ------ | ------------------------ | ----------------------------------- |
| 17 июня 2015 г.    | Хараджуку, Токио | Япония | Astro Hall               | B.I.G Japan First Live              |
| 18 июня 2015 г.    | Хараджуку, Токио | Япония | Astro Hall               | B.I.G Japan First Live              |
| 3 сентября 2016 г. | Йокохама         | Япония | Kanagawa Prefecture Hall | HY Entertainment 1st Family Concert |

### Шоукейсы
| Дата            | Город                | Страна   | Место провождения    | Мероприятие                      |
| --------------- | -------------------- | -------- | -------------------- | -------------------------------- |
| 23 июля 2016 г. | Субан Джая, Селангор | Малайзия | Summit Subang USJ    | B.I.G First Showcase In Malaysia |
| 24 июля 2016 г. | Куала Ламур          | Малайзия | Berjaya Times Square | B.I.G First Showcase In Malaysia |

### Фан-митинг
| Дата            | Название                                | Город | Страна      |
| --------------- | --------------------------------------- | ----- | ----------- |
| 31 июля 2015 г. | B.I.G 1st Fan Meeting «Hello Biginning» | Сеул  | Южная Корея |

## Награды и номинации
| Год                                 | Награда                                          | Категория                                      | Результат |
| ----------------------------------- | ------------------------------------------------ | ---------------------------------------------- | --------- |
| 2014                                | The 22nd Korean Culture and Entertainment Awards | New Artist Award                               | Выиграли  |
| 2014                                | Hanwha Music Awards                              | Ambassador of Korean Life Award                | Выиграли  |
| 2015                                | Hanwha Music Awards                              | Ambassador of Korean Life Award                | Выиграли  |
| The 10th Asia Model Awards Festival | New Lyrics Award                                 |                                                | Выиграли  |
| 2016                                | Democratic Peace and Unification Advisory        | Ambassador for Peaceful Reunification Practice | Выиграли  |